# Afbidt høgeskæg
Afbidt høgeskæg (Crepis praemorsa) er en planteart i kurvblomst-familien (Asteraceae). Den er en flerårig plante, der bliver 15-40 cm høj, med en bladløs, dunet stængel med 8-20 bleggule kurve i en kort, endestillet klase. Den vokser i kalkgræsland og høenge, med frisk jord. Den findes naturligt i Europa fra Sydskandinavien og Danmark over Central- og Østeuropa og Nordbalkan til det vestlige Centralsibirien.
Bestanden i Danmark er i tilbagegang og den regnet som en truet art på den danske rødliste.